# Drage (Pakoštane)
Drage est un village de la municipalité de Pakoštane (Comitat de Zadar) en Croatie. Au recensement de 2011, le village comptait 893 habitants.